# Rancho de Porúas
Rancho de Porúas är en ort i Mexiko.   Den ligger i kommunen Madero och delstaten Michoacán de Ocampo, i den södra delen av landet, 230 km väster om huvudstaden Mexico City. Rancho de Porúas ligger 2 145 meter över havet och antalet invånare är 156.
Terrängen runt Rancho de Porúas är lite bergig, och sluttar österut. Runt Rancho de Porúas är det glesbefolkat, med 16 invånare per kvadratkilometer. Närmaste större samhälle är Villa Madero, 2,7 km sydost om Rancho de Porúas. I omgivningarna runt Rancho de Porúas växer huvudsakligen savannskog.